# Lyra Belacqua
Lyra Belacqua est un personnage de fiction, héroïne de la trilogie À la croisée des mondes (His Dark Materials) et personnage principal de La Trilogie de la Poussière (The Book of Dust) de Philip Pullman.

## Biographie fictive
Lyra Belacqua, douze ans au début de la trilogie, est la fille de Lord Asriel et Marisa Coulter et vit dans un Oxford similaire au nôtre. Elle a été élevée à Jordan College où les Érudits, les professeurs et les serviteurs l'ont traitée comme une fille adoptée. Ayant grandi avec l'idée que ses parents étaient morts dans un accident aérien, elle considère Lord Asriel comme son oncle jusqu'à ce que Lord Faa, le roi des gitans, ne lui apprenne la vérité (elle apprend que Mme Coulter est également sa mère par Ma Costa, une gitane).
À Jordan College, elle passe la plupart de son temps à jouer avec les autres enfants de la ville, plus ou moins paisiblement, et ne semble pas très attirée par l'apprentissage théorique primaire et erratique dispensé par quelques professeurs. Son meilleur ami est un garçon de cuisine nommé Roger Parslow, dont la disparition est l'évènement déclencheur de son départ pour le Nord et le moteur qui la guide tout au long du premier roman.
Lyra est décrite comme une fillette aux cheveux blonds et sales, aux yeux bleu-pâle, à l'ossature fine et petite pour son âge. Elle est indisciplinée et son dédain pour son apparence et son hygiène quotidienne exaspère les adultes qui en ont la charge. Bien que son désintérêt pour les enseignements théoriques dont elle fait l'objet soit marqué, elle est intelligente, et particulièrement habile dans l'art de tromper les autres : elle est capable de créer de complexes mais plausibles mensonges presque instantanément. Initialement, elle utilise ses talents pour éviter les punitions, ainsi que pour amuser et tromper d'autres enfants, mais plus tard dans la série, elle l'emploie pour se sortir de situations difficiles, comme sauver sa propre vie ou celle des autres. Elle dupe Iofur Raknison, le roi des ours en armure de Svalbard, malgré l'avertissement de son ami Iorek Byrnison qui lui a expliqué qu'un panserbjørne ne pouvait normalement pas être trompé par un humain. Ce succès le conduit à la surnommer « Lyra Parle-d'Or ».
Le nom de « Belacqua » est celui d'un personnage de la Divine Comédie de Dante, une âme de l'antépurgatoire qui représente ceux qui attendent la dernière opportunité pour se tourner vers Dieu.

## Rôle
Dans le premier roman, Les Royaumes du Nord, la sorcière Serafina Pekkala raconte une prophétie sur une jeune fille dont « la destinée est de mettre fin au destin » au prix d'une grande trahison. La prophétie désigne comme la « Nouvelle Ève » celle qui arrivera à choisir la « bonne » branche de sapin, ce que réussit Lyra à Trollesund. Ainsi, le destin de Lyra d'être la seconde Ève, qui succomberait à nouveau à la Tentation du Serpent, représenté par Mary Malone. Lorsque cela arrive, à la fin de la trilogie, la Poussière arrête sa fuite dans l'abîme, et les univers reviennent en harmonie.
Elle accomplit sa destinée de mettre fin à la mort en libérant les fantômes du monde des Morts. La trahison évoquée par les sorcières survient lorsqu'elle laisse son dæmon sur la rive du lac menant au monde des Morts  (elle mène également son meilleur ami Roger à sa mort en l'amenant à Lord Asriel, dans le chapitre intitulé « Trahison »).

## Pantalaimon

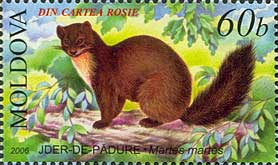
Une martre des pins sur un timbre de Moldavie.

Le dæmon de Lyra, Pantalaimon, est la représentation de son âme. Elle l'appelle « Pan ». Comme tous les dæmons des enfants, il peut changer de forme indéfiniment, formes allant du dragon à un insecte, ses formes favorites étant l'hermine, le papillon de nuit ou le chat sauvage. Lyra et Pan sont contraints d'être séparés lorsqu'elle entre dans le monde des Morts, leur causant une peine extrême à chacun ; Pantalaimon évite Lyra pour un moment par la suite. Cependant leur séparation leur permet de s'éloigner par de longues distances l'un de l'autre, à l'instar des sorcières et des chamans. À la fin de la trilogie, Pan prend sa forme définitive lorsque Will le touche : une martre des pins de couleur rouge-dorée.
Son nom vient du saint orthodoxe saint Pantaléon (ou Pantaleimon ou Pantéleimon), dont le nom en grec signifie « tout compatissant » ou « qui pardonne toujours ».

## Lyra et l'aléthiomètre
Juste avant de partir à Londres avec Marisa Coulter qui lui porte un intérêt démesuré, Lyra acquiert l'aléthiomètre de la main du Maître de Jordan College. Il a l'aspect d'une grosse boussole en or, et fonctionne avec la Poussière. 
Cet appareil est convoité par le Magisterium de son monde, car sa capacité à révéler la vérité à ceux qui sont capables de le déchiffrer peut les empêcher d'avoir le pouvoir. 
Lyra se sert très facilement de l'aléthiomètre, ce qui paraît étonnant car il faut toute une vie d'études complexes pour y parvenir alors qu'elle réussit à le maîtriser en quelques semaines. Pour cela, il faut se plonger dans un état de transe, tout en restant attentif aux mouvements des aiguilles. Elle apprend cela toute seule, tandis que même les plus grands aléthiometristes de son monde ne parviennent pas à « capter » ainsi les significations. Cette capacité étonnante que l'on peut même nommer « pouvoir surnaturel » provoquera le début de l'obsession que lui portera Mme Coulter, qui par la suite la traquera où qu'elle aille, et qui se révélera être en réalité sa mère. À la fin de l'histoire, elle « oublie » la plupart des significations des dessins présent sur l'aléthiomètre et décide de partir au collège Sainte-Sophia pour réapprendre ces significations.

## Adaptations
|  |

En 1999, Lyra est doublée dans la version audio des romans par l'actrice Jo Wyatt, et elle est doublée en 2003 par Lulu Popplewell dans la version radio de la BBC. Dans l'adaptation au théâtre des romans en 2003 et 2004, elle est interprétée par Anna Maxwell Martin dans la première version puis Elaine Symons dans la seconde.
En 2007, dans le film À la croisée des mondes : La Boussole d'or (The Golden Compass), Lyra Belacqua est incarnée par l'actrice Dakota Blue Richards.
Dans la série télévisée His Dark Materials : À la croisée des mondes de 2019, le personnage est interprété par l'actrice britannico-espagnole Dafne Keen.